# 萨菲耶·艾拉
萨菲耶·艾拉（土耳其語：Safiye Ayla，1907年7月14日—1998年1月14日）是一名土耳其古典音乐歌手。

## 生平
1907年7月14日，萨菲耶·艾拉出生于伊斯坦布尔。她出生前父亲就已经离世，而身为宫廷佣人的母亲也在她三岁时去世。萨菲耶·艾拉被人们送至位于贝贝克的孤儿院，并在那里接受了小学教育，后来她来到布尔萨的师范学院继续学习。毕业后她曾短暂担任教师，后又以钢琴学生的身份接受音乐教育，师从穆斯塔法·苏纳尔（Mustafa Sunar）。
1950年，萨菲耶·艾拉与同为艺术家的谢里夫·穆希丁·塔根（1892年－1967年）结婚。
1998年1月14日，萨菲耶·艾拉在伊斯坦布尔去世。她一生居住在伊斯坦布尔，死后她人们被安葬在津吉尔利库尤公墓。根据她1968年的遗嘱，她的所有遗产被捐献至土耳其教育基金会。

## 职业生涯
萨菲耶·艾拉与当时许多重要的艺术家都有合作经历，如耶萨里·阿西姆·阿索伊（Yesari Asım Arsoy）、哈菲兹·艾哈迈德·艾索伊（Hafız Ahmet Irsoy）、塞拉哈丁·皮纳尔（Selahattin Pınar）、萨丁汀·凯纳克和乌迪·内夫雷斯·贝（Udi Nevres Bey）。1932年，萨菲耶·艾拉为时任共和人民党主席穆斯塔法·凯末尔·阿塔图尔克（Mustafa Kemal Atatürk）进行了一场演出，深受其喜爱。
萨菲耶·艾拉一生共录制五百余张唱片。她凭借独特的演唱风格成为当时最成功的歌手之一，许多音乐会得以在土耳其广播电台上播出。萨菲耶·艾拉演唱的曲目类型多样，包括古典音乐、现代音乐和流行音乐，她也因此备受人们关注。
她的代表作有《这颗与你同生的心》（Seninle doğan gündür bu gönül）、《在爱的叶子上结茧》（Aşk yaprağına konarak koza öresim gelir）。在1942年的舞台剧《阿拉班达》中，她曾出演米莫扎女王。
萨菲耶·艾拉与穆泽延·塞纳尔和哈米耶特·尤塞斯被人们称为“三大梧桐树”（Üç Dev Çınar）。

## 纪念
人们为纪念萨菲耶·艾拉而设立了一个歌曲比赛，以此促进年轻人发挥才华。